# Achaemenes lobata
Achaemenes lobata är en insektsart som beskrevs av Van Stalle 1989. Achaemenes lobata ingår i släktet Achaemenes och familjen kilstritar. Inga underarter finns listade i Catalogue of Life.